# 두부튀김

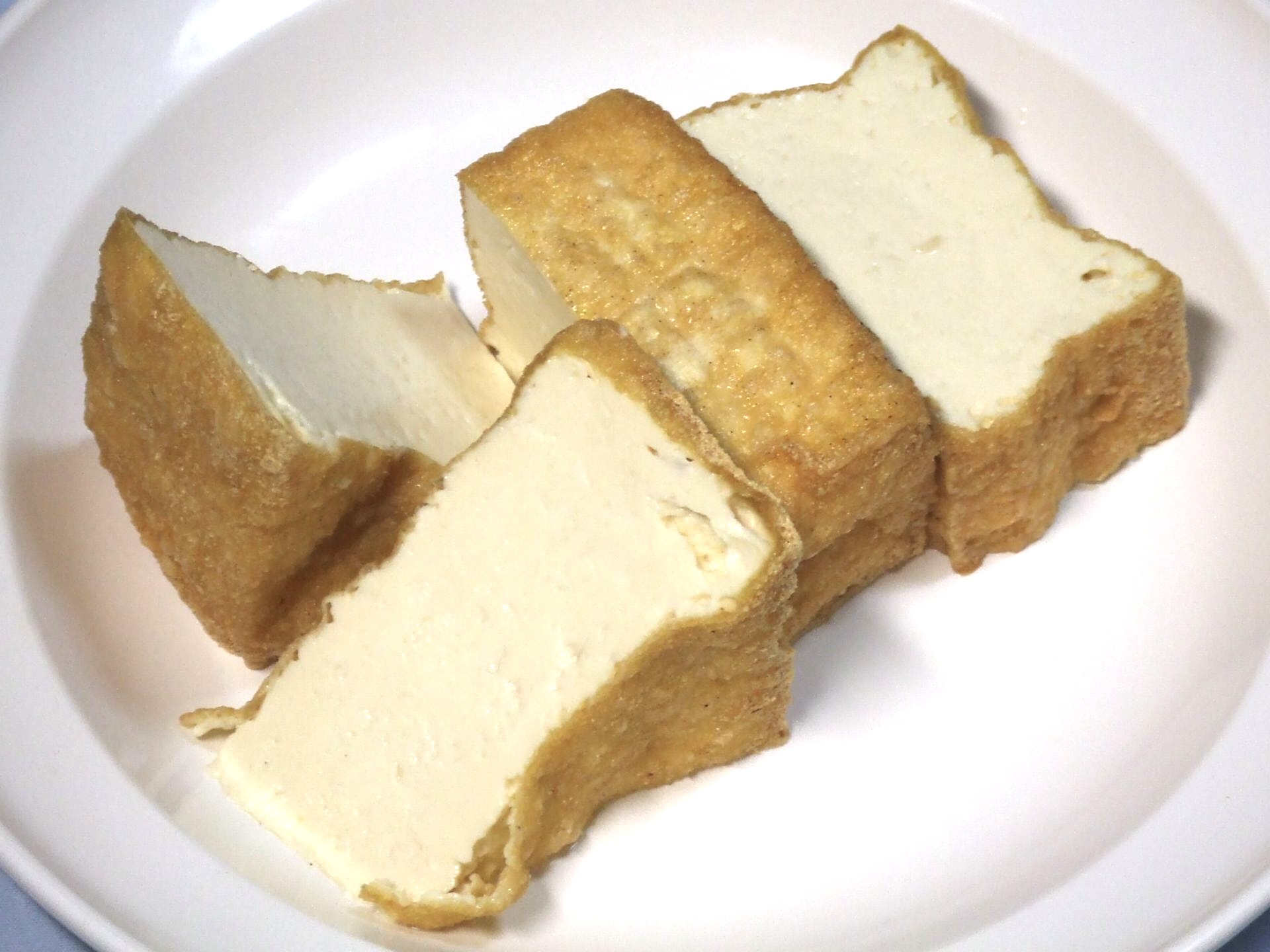
아쓰아게

두부튀김(豆腐--)은 두부를 튀긴 음식이다. 중화권에서는 유더우푸(중국어: 油豆腐, 병음: yóudòufu)로, 일본에서는 아쓰아게(일본어: 厚揚げ, あつあげ)로 부른다.

## 지역별 두부튀김

### 일본
두부를 두껍게 잘라 기름에 튀겨 만드는 가공품의 일종이다. 유부와는 달리 그 내부는 두부의 모습을 유지하도록 푹 튀기지 않기 때문에 일본에서는 '생유부' (生揚げ, なまあげ)라 부르기도 한다.
겉표면만 기름에 튀기기 때문에 두부의 식감은 유지한 채 고소함이 더해지므로 조려 먹으면 국물 맛이 스며들어 더욱 좋다. 또 일반 두부가 아닌 연두부를 사용했을 때에는 '겐아쓰아게' (絹厚揚げ)라 하여 아쓰아게보다 연하고 식감도 매끄럽다. 최근에는 쫀득한 식감의 아쓰아게 제품도 일본 시중에 판매되고 있다.
아쓰아게를 만드는 방법은 우선 물기를 쫙 뺀 두부를 반 모 정도로 썰어 180℃에서 200℃에 달하는 고온의 기름에 튀긴 뒤, 표면이 갈색을 띄면 기름에서 건진다. 생유부라는 이름처럼 완전히 튀기는 것이 아니라 내부는 두부의 모습을 띠도록 하는 것이 요점이다.
일본에서는 유부와 마찬가지로 양념하지 않고 그대로 내는 경우가 많다. 예컨대 구워 먹거나 (厚揚げ焼き, 아쓰아게 구이), 삶아 데워서 생강, 간장과 함께 먹기도 하고, 그밖에는 오뎅류에 넣어 먹는 경우가 많다. 오뎅 외에는 조림으로 해먹을 때가 많다.

## 같이 보기
- 또후 차웃 쪼